# 脑的亚稳态
在計算神經科學领域，脑的亚稳定性指的是人脑可以整合多个功能并且产生出合作的、协调的神经震荡的能力，而这就是意识产生的基础。
亚稳态，指的是有些信号偏离其一般平衡状态，并且在偏离状态持续一段时间，这被解释为脑从一个貌似随机的世界中总结出意义的过程。在过去的25年中，通过计算机模拟亚稳态以及非线性系统成为科学界中研究的热点。

## 概述
EEG记录头皮处脑神经元的离子电流产生所产生的电压，该电压是众多锥体细胞兴奋时的突触后电位的同步总和. 在亚稳态理论中，EEG输出的波形可以被描述为特定频率下相互关联的模式。神经回路中单个神经元通常输出动态振荡波形，但也可能输出混沌波形。 神经元相互连接形成神经网络，使得产生的EEG 信号具有高度的可预测性。
通过识别这些相关性和导致这种可预测脑电波的神经元，科学家可以确定哪些大脑皮层区域并行处理刺激，哪些神经元网络协同作用。 一般情况下，亚稳态理论用来描述大脑不同脑区协同作用来应对环境的刺激。

## 亚稳态的频率
有意见认为，意识底层的大脑动力学具有一个基本特点，那就是大脑能够将将看似噪音甚至混沌的信号转化为可预测的震荡模式。
亚稳态发生在高频域，称为粉红噪声机制（1/f regime）。粉红噪音描述具有功率谱密度（能量或功率每赫兹）与频率成反比特征频谱的信号或过程。粉红噪声机制可以在许多生物系统中找到，例如心电中，但在神经元网络的相位同步中却有独特的作用。 在粉红噪声机制下，大脑处于能够对微弱或混乱的环境信号做出有意识反应的临界状态，它可以将随机信号转变为可识别和可预测的振荡波形。这些波形虽然通常是瞬时的，但其以稳定的形式存在，但已足够被认为是对环境刺激做出有意识的反应。

## 亚稳态理论

### 振荡活动和协调动力学
由神经系统组成的网络的动力学模型成为支持亚稳态理解的日益流行的理论，这些神经系统在不稳定和稳定阶段相互关联协调行动。  
协调动力学描述大脑受环境刺激与其效应子之间的动力系统机制。

#### 协调动力学史和Haken-Kelso-Bunz (HKB) 模型
HKB模型是描述大脑协调动力学的最早和广受欢迎的理论之一。在这个模型中，神经网络的形成可以部分的被自组织理论描述，它的单个神经元和小神经元系统群聚并协调行动，以适应或响应局部刺激，或者进行功能分工和特化。
在20世纪80年代中期的HKB模型实验中，受试者首先被要求尽可能快的同向的移动左右手的食指，当运动接近其临界速度时，受试者的手指被发现从同向运动过渡到相向运动。HKB模型，也已经被多个复杂的数学阐明，至今仍是一个相对简单但强大的方法来描述看似独立的系统，这些系统在自组织状态临近前达到同步。
传统的脑电图仍然有助于研究大脑不同脑区之间的协调作用。40 Hz（伽马波）也是协调动力学的常见例子。对这些脑电振荡得出了一个重要结论:分析具有相同的相位但不同的振幅信号，能发现这些不同的信号协同功能（synergistic）机制。 这些脑电波也有一些不寻常的特征: 它们实际上是同时发放的，并且具有非常短的开始潜伏期，这需要它们的速度比化学突触传导允许的要快，另一种特征是它们的可识别的模式可能会被周期性随机打断。后者是神经子系统之间相互作用和转换的基础。对大脑皮层区域激发和去激发的分析显示了区域间相互依赖的动态变化，反映了大脑作为协调动力系统的“亚稳态”性质。
fMRI, large-scale electrode arrays, and MEG 可视化的确认了大脑的协调动力学特质。脑磁图（MEG）的时空表征比EEG更好，这使得研究者能刺激大脑特定区域来观察大脑整体的变化（holistic brain model）。此外，脑磁图的反应时间为毫秒级，因此，环境刺激和意识任务中，可以对大脑中选定区域的激发或去激发进行几乎实时的研究。

### 动态核
亚稳态的第二个理论涉及所谓的动态核（dynamic core），这是一个粗糙描述被认为是意识的整合中心的丘脑皮层区域的术语。动态核假说(The dynamic core hypothesis，DCH)反映了在刺激这一区域时相互连接的神经元网络的激活和未激活。65，000spiking neurons 的计算机模型显示，存在于皮层和丘脑中的神经元群以同步振荡的形式相互作用。不同神经元群之间的相互作用形成了动态核，并可能有助于解释意识的本质。DCH的一个关键特征是，动态核的亚稳态性质可以允许连续的整合，而不是二元地考虑神经整合和非整合< ref name = metadatabilityccritical/>。

#### 神经达尔文主义
一种用于将动态核与意识思维相结合的理论被称为神经达尔文主义。在这个模型中，丘脑皮层区域的亚稳态相互作用通过重返 (一种通过耦合信号潜伏期描述大脑遥远部分信号之间的整体相互作用)引起选择主义过程。神经元选择性涉及发生在出生前后的机械化学事件 ，由此神经元连接受到环境经验的影响。突触信号的改变与动态核心有关，这为DCH提供了进一步的解释。

## 亚稳态的未来
除了研究亚稳态相互作用对传统社会功能的影响之外，许多研究可能会集中在确定协调的动态系统和全局工作空间在衰弱性疾病(如阿尔茨海默病、帕金森病、中风和精神分裂症]的过程中的作用 。另外，时空成像技术，如脑磁图和功能磁共振成像，将详细阐述从脑电图分析中已经得到的结果。
在过去的五年里，随着与战争相关的TBI病例数量的增加，人们对创伤性或半创伤性脑损伤(TBI)对协调动力系统的影响产生了兴趣。